# KTM Factory Racing
La KTM Factory Racing è la divisione sportiva dell'azienda motociclistica KTM.

## Storia
Nel 2015 viene annunciato che la KTM debutterà in MotoGP nel 2017. Il primo test viene effettuato nell'ottobre 2015 da Alex Hofmann sul Red Bull Ring. Seguiranno altri test su altri circuiti con altri piloti. Prima del Gran Premio d'Austria 2016 Hofmann e Mika Kallio fanno un paio di giri sul circuito e viene annunciata la presenza di Kallio come wild card per il Gran Premio della Comunità Valenciana: la gara si concluderà con un ritiro.
Nel 2017 il team corre con Bradley Smith e Pol Espargaró. La coppia verrà riconfermata per il 2018. In questa stagione il team è costretto a schierare una moto sola nel Gran Premio di casa in Austria a causa di un infortunio rimediato da Espargaró nell'evento precedente.
Con il terzo posto di Pol Espargaró nel GP della Comunità Valenciana del 2018, la squadra ottiene il suo primo podio in MotoGP. La stagione si chiude con il nono posto in classifica a squadre. Per la stagione 2019, Johann Zarco sostituisce Smith. A partire dal Gran Premio d'Aragona, e fino al termine della stagione, il pilota collaudatore Mika Kallio prende il posto di Zarco. La stagione si chiude con Espargaró, capace di totalizzare 100 punti, undicesimo tra i piloti e l'ottavo posto nella classifica a squadre.
Nella stagione 2020 al confermato Espargaró, viene affiancato l'esordiente, proveniente dalla Moto2, Brad Binder. Proprio Binder, in occasione del Gran Premio della Repubblica Ceca ottiene la prima vittoria per il team e per il costruttore. La stagione si conclude al quarto posto tra i costruttori e al terzo nella classifica a squadre.
Per la stagione 2021 viene riconfermato il sudafricano Brad Binder e ufficializzato il nuovo pilota Miguel Oliveira al posto di Pol Espargaró, Oliveira ottiene la sua terza vittoria in MotoGP al gran premio di Barcellona mentre Binder coglie il secondo successo al Gran Premio d'Austria. La stagione si conclude col sesto posto in classifica a squadre.
Nel 2022 Oliveira coglie due successi. con condizioni meteo mutevoli, nelle trasferte asiaticheː al Gran Premio dell'Indonesia e al Gran Premio di Thailandia. Chiude la stagione al decimo posto. Binder apre e chiude la stagione con due secondi posti (GP del Qatar
e GP di Valencia), più un altro podio in Giappone confermandosi al sesto posto in classifica piloti. L'annata si chiude col secondo posto in classifica a squadre. Nel 2023 al confermato Binder viene affiancato l'australiano Jack Miller cha gareggia con la moto austriaca dopo cinque anni con Ducati. Binder conquista due vittorie nelle sprint - novità regolamentare della stagione e il campionato si conclude al secondo posto, come l'anno precedente, tra i costruttori. Un doppio podio di Binder in Qatar apre la stagione 2024, né il sudafricano né il compagno di squadra Miller riusciranno ad eguagliare tale prestazione nel corso dell'anno. Anno che si conclude nuovamente al secondo posto tra i costruttori, ma solo al sesto tra le squadre.

## Risultati nel motomondiale
Il punteggio finale è dato dalla somma dei punti ottenuti da piloti titolari e sostitutivi e la posizione finale si riferisce al team e non al costruttore.
| Anno | Moto     | Gomme | Piloti        |    |    |     |     |    |     |    |     |    |     |     |    |    |    |    |    |    |     |  |  |  |  | Punti | Pos. |
| ---- | -------- | ----- | ------------- | -- | -- | --- | --- | -- | --- | -- | --- | -- | --- | --- | -- | -- | -- | -- | -- | -- | --- |  |  |  |  | ----- | ---- |
| 2017 | KTM RC16 | M     | Pol Espargaró | 16 | 14 | Rit | Rit | 12 | Rit | 18 | 11  | 13 | 9   | Rit | 11 | 11 | 10 | 11 | 9  | 10 | Rit |  |  |  |  | 84    | 10º  |
| 2017 | KTM RC16 | M     | Bradley Smith | 17 | 15 | 16  | 14  | 13 | 20  | NP | Rit | 14 | Rit | 18  | 17 | 10 | 19 | 17 | 10 | 12 | 11  |  |  |  |  | 84    | 10º  |

| Anno | Moto     | Gomme | Piloti        |     |     |    |    |    |    |     |    |     |     |     |     |     |     |    |    |     |     |   |  |  |  | Punti | Pos. |
| ---- | -------- | ----- | ------------- | --- | --- | -- | -- | -- | -- | --- | -- | --- | --- | --- | --- | --- | --- | -- | -- | --- | --- | - |  |  |  | ----- | ---- |
| 2018 | KTM RC16 | M     | Pol Espargaró | Rit | 11  | 13 | 11 | 11 | 11 | 11  | 12 | Rit | NP  | Inf | Inf | Rit | Inf | 21 | 13 | Rit | Rit | 3 |  |  |  | 89    | 9º   |
| 2018 | KTM RC16 | M     | Loris Baz     |     |     |    |    |    |    |     |    |     |     |     | AN  |     |     |    |    |     |     |   |  |  |  | 89    | 9º   |
| 2018 | KTM RC16 | M     | Bradley Smith | 18  | Rit | 16 | 13 | 14 | 14 | Rit | 17 | 10  | Rit | 14  | AN  | 16  | 13  | 15 | 12 | 10  | 15  | 8 |  |  |  | 89    | 9º   |

| Anno | Moto     | Gomme | Piloti        |    |    |    |    |    |    |    |     |     |    |     |     |    |    |     |    |     |    |    |  |  |  | Punti | Pos. |
| ---- | -------- | ----- | ------------- | -- | -- | -- | -- | -- | -- | -- | --- | --- | -- | --- | --- | -- | -- | --- | -- | --- | -- | -- |  |  |  | ----- | ---- |
| 2019 | KTM RC16 | M     | Pol Espargaró | 12 | 10 | 8  | 13 | 6  | 9  | 7  | 11  | 12  | 11 | Rit | 9   | 7  | NP | 13  | 11 | 12  | 11 | 10 |  |  |  | 134   | 8º   |
| 2019 | KTM RC16 | M     | Johann Zarco  | 15 | 15 | 13 | 14 | 13 | 17 | 10 | Rit | Rit | 14 | 12  | Rit | 11 |    |     |    |     |    |    |  |  |  | 134   | 8º   |
| 2019 | KTM RC16 | M     | Mika Kallio   |    |    |    |    |    |    |    |     |     |    |     |     |    | 17 | Rit | 14 | Rit | 15 | 12 |  |  |  | 134   | 8º   |

| Anno | Moto     | Gomme | Piloti        |    |    |     |     |     |   |    |     |     |    |    |     |   |   |     |  |  |  |  |  |  |  | Punti | Pos. |
| ---- | -------- | ----- | ------------- | -- | -- | --- | --- | --- | - | -- | --- | --- | -- | -- | --- | - | - | --- |  |  |  |  |  |  |  | ----- | ---- |
| 2020 | KTM RC16 | M     | Pol Espargaró | NE | 6  | 7   | Rit | Rit | 3 | 10 | 3   | Rit | 3  | 12 | 4   | 3 | 3 | 4   |  |  |  |  |  |  |  | 222   | 3º   |
| 2020 | KTM RC16 | M     | Brad Binder   | NE | 13 | Rit | 1   | 4   | 8 | 12 | Rit | 11  | 12 | 11 | Rit | 7 | 5 | Rit |  |  |  |  |  |  |  | 222   | 3º   |

| Anno | Moto     | Gomme | Piloti          |    |    |    |     |     |   |   |   |    |     |     |    |    |    |    |     |     |    |  |  |  |  | Punti | Pos. |
| ---- | -------- | ----- | --------------- | -- | -- | -- | --- | --- | - | - | - | -- | --- | --- | -- | -- | -- | -- | --- | --- | -- |  |  |  |  | ----- | ---- |
| 2021 | KTM RC16 | M     | Brad Binder     | 14 | 8  | 5  | Rit | 13  | 5 | 8 | 4 | 12 | 4   | 1   | 6  | 7  | 9  | 9  | 11  | 10  | 7  |  |  |  |  | 245   | 6º   |
| 2021 | KTM RC16 | M     | Miguel Oliveira | 13 | 15 | 16 | 11  | Rit | 2 | 1 | 2 | 5  | Rit | Rit | 16 | 14 | 20 | 11 | Rit | Rit | 14 |  |  |  |  | 245   | 6º   |

| Anno | Moto     | Gomme | Piloti          |     |   |    |    |     |    |     |   |   |   |   |    |    |    |    |   |    |    |    |   |  |  | Punti | Pos. |
| ---- | -------- | ----- | --------------- | --- | - | -- | -- | --- | -- | --- | - | - | - | - | -- | -- | -- | -- | - | -- | -- | -- | - |  |  | ----- | ---- |
| 2022 | KTM RC16 | M     | Brad Binder     | 2   | 8 | 6  | 12 | Rit | 10 | 8   | 7 | 8 | 7 | 5 | 11 | 7  | 8  | 4  | 2 | 10 | 10 | 8  | 2 |  |  | 337   | 2º   |
| 2022 | KTM RC16 | M     | Miguel Oliveira | Rit | 1 | 13 | 18 | 5   | 12 | Rit | 9 | 9 | 9 | 9 | 6  | 12 | 11 | 11 | 5 | 1  | 12 | 13 | 5 |  |  | 337   | 2º   |

| Anno | Moto     | Gomme | Piloti      |    |     |      |    |     |    |      |     |    |     |      |     |     |      |    |   |    |      |    |     |  |  | Punti | Pos. |
| ---- | -------- | ----- | ----------- | -- | --- | ---- | -- | --- | -- | ---- | --- | -- | --- | ---- | --- | --- | ---- | -- | - | -- | ---- | -- | --- |  |  | ----- | ---- |
| 2023 | KTM RC16 | M     | Brad Binder | 6  | 171 | 135  | 21 | 62  | 5  | Rit6 | 45  | 39 | 2   | Rit4 | 145 | 4   | Rit2 | 6  | 4 | 32 | Rit5 | 57 | 42  |  |  | 456   | 4º   |
| 2023 | KTM RC16 | M     | Jack Miller | 74 | 6   | Rit9 | 3  | Rit | 76 | 63   | Rit | 87 | 155 | 8    | Rit | 147 | 64   | 79 | 7 | 16 | 86   | 9  | Rit |  |  | 456   | 4º   |

| Anno | Moto     | Gomme | Piloti      |    |   |     |     |      |      |     |    |    |      |     |    |    |     |     |     |    |    |     |    |  |  | Punti | Pos. |
| ---- | -------- | ----- | ----------- | -- | - | --- | --- | ---- | ---- | --- | -- | -- | ---- | --- | -- | -- | --- | --- | --- | -- | -- | --- | -- |  |  | ----- | ---- |
| 2024 | KTM RC16 | M     | Brad Binder | 2  | 4 | 9   | 6   | 8    | 8    | 106 | 76 | 97 | Rit4 | 57  | 46 | 47 | 196 | 8   | 6   | 7  | 69 | NP7 | 69 |  |  | 304   | 6º   |
| 2024 | KTM RC16 | M     | Jack Miller | 21 | 5 | 137 | Rit | Rit8 | Rit7 | 16  | 11 | 13 | 127  | 195 | 15 | 8  | 16  | Rit | 108 | 11 | 5  | NP8 | 13 |  |  | 304   | 6º   |

| Anno | Moto     | Gomme | Piloti       |     |    |      |    |   |     |    |      |   |    |      |    |    |  |  |  |  |  |  |  |  |  | Punti | Pos. |
| ---- | -------- | ----- | ------------ | --- | -- | ---- | -- | - | --- | -- | ---- | - | -- | ---- | -- | -- |  |  |  |  |  |  |  |  |  | ----- | ---- |
| 2025 | KTM RC16 | M     | Brad Binder  | 8   | 7  | Rit  | 13 | 6 | Rit | 14 | Rit9 | 9 | 11 | 76   | 8  | 75 |  |  |  |  |  |  |  |  |  | 226   |      |
| 2025 | KTM RC16 | M     | Pedro Acosta | 196 | 89 | Rit7 | 8  | 7 | 48  | 6  | 45   | 8 | 49 | Rit9 | 32 | 43 |  |  |  |  |  |  |  |  |  | 226   |      |

| Legenda | 1º posto        | 2º posto            | 3º posto            | A punti      | Senza punti        | Grassetto – Pole position Corsivo – Giro più veloce |
| Legenda | Gara non valida | Non qual./Non part. | Ritirato/Non class. | Squalificato | '-' Dato non disp. | Grassetto – Pole position Corsivo – Giro più veloce |